# Aeroporto di Novosibirsk-Severnyj
L'aeroporto Sévernyj (in russo Аэропорт Северный, letteralmente aeroporto nordico) conosciuto anche come aeroporto di Novosibirsk-Nord è un aeroporto nella città di Novosibirsk, è di dimensioni medie, viene impiegato per i voli regionali e locali, anche dagli aeroclub.

## Storia
Per numerosi motivi l'aeroporto ricevette un ruolo secondario lasciando all'Aeroporto di Novosibirsk-Tolmačëvo diventare l'aeroporto principale. Tra tali motivi si annoverano la sicurezza e il rumore: la pista principale punta proprio verso il centro della città ed in alcune condizioni i voli sopra la città sono inevitabili.
Nel 1992, cominciate le riforme economiche, a causa della riduzione del finanziamento statale e dell'inflazione si verificò una forte crescita dei prezzi dei biglietti e per questo una fortissima riduzione del traffico. Questo colpì maggiormente Severnyj rispetto a Tolmačëvo. Oltre alle gravi condizioni economiche presenti in tutta la Russia, l'aeroporto (formalmente un'impresa statale) soffrì anche di cattiva gestione, indebita appropriazione di denaro e vendita della proprietà a prezzi svantaggiosi. Tutto questo fu rivelato in un'inchiesta della procura dell'Oblast' di Novosibirsk, ma non si arrivò ad un giudizio; il capo dell'agenzia statale dell'Oblast' per l'aviazione dell'epoca ricevette una promozione.

## Dati tecnici
L'aeroporto di Novosibirsk-Severnyj è attrezzato per l'atterraggio/decollo dei seguenti tipi di aerei: Antonov An-2, Antonov An-12, Antonov An-24, Antonov An-28, Antonov An-30, Antonov An-32, Antonov An-38, Antonov An-72, Antonov An-74, L-410, Yakovlev Yak-40 e per tutti i tipi di elicotteri.
Attualmente l'aeroporto Severnyj dispone di una pista attiva di asfalto-betone di 1,654 m х 35 m, inoltre all'aeroporto ci sono due piste terrate di 2,400 m х 75 m e di 735 m х 60 m.
L'Aeroporto è aperto tutto l'anno. Durante l'inverno l'aeroporto è aperto dalle 02.00 alle 14.00 (ora UTC), durante l'estate l'aeroporto è aperto dalle 01.00 alle 13.00 (ora UTC).
Sul territorio dell'aerodromo si trova l'Impianto di Riparazione Aerei di Novosibirsk S.p.a. (in cirillico: ОАО "Новосибирский авиаремонтный завод" oppure ОАО "НАРЗ") che si occupa di manutenzione degli elicotteri della Fabbrica Moscovita Elicotteri Mil.

## Collegamenti con Novosibirsk
Nel passato fu l'aeroporto principale della città. Si trova nella periferia di Novosibirsk, a 6 km a nord del centro (e per questo fu chiamato nordico). L'entrata nell'aerostazione si affaccia sulla Prospettiva Rossa, la strada principale della città.

### Trasporto pubblico
I trasporti pubblici urbani disponibili sono la linea del autobus no.1155 e le linee di filobus no.2 (fa capolinea alla Stazione Novosibirsk-Glavnyj delle Ferrovie russe) e no.5 (attraversa il centro della città e va al Distretto Oktjabrskij di Novosibirsk), a 2,5 km si trova la stazione della metropolitana Zael'covskaja (in cirillico: станция метро Заельцовская) che è facilmente raggiungibile con tutti i mezzi di trasporto (a parte il filobus no.2).

### Taxi collettivo
Taxi collettivo no. 1005 che fa il servizio espresso sulla linea di filobus no.5 per arrivare nel centro della città, taxi collettivo no. 1016 per arrivare a Est della città, taxi collettivo no. 1199 per arrivare ai Distretti Kalininskij e Dzeržinskij di Novosibirsk.